# Укус
Укус или чуло укуса је сензорни систем који је делимично одговоран за перцепцију укуса (ароме). Укус је перцепција која се производи или стимулише када супстанца у устима хемијски реагује са ћелијама рецептора укуса које се налазе на укусним луковицама у усној шупљини, углавном на језику. Укус, заједно са олфакцијом и стимулацијом трограног нерва (региструје текстуру, бол и температуру), одређује укусе хране и других супстанци. Људи имају рецепторе укуса на укусним луковицама и у другим подручјима, укључујући горњу површину језика и епиглотис. Густаторни кортекс одговоран је за перцепцију укуса.
Основни модалитети укуса само делимично доприносе осећају и укусу хране у устима - други фактори укључују мирис, детектован мирисним епителом носа; текстура, детектована помоћу различитих механорецептора, мишићни нерви итд; температура, детектована терморецепторима; и „хладноћа” (као што је ментол) и „врелина” (опорност), путем хеместезе.
Пошто систем укуса осећа штетне и корисне ствари, сви основни модалитети укуса класификовани су као било аверзивни или апетитни, у зависности од ефекта ствари која се осети на наша тела. Слаткоћа помаже у идентификацији хране богате енергијом, док горчина служи као упозоравајући знак отрова.
Код људи, перцепција укуса почиње да бледи у поодмаклом добу због губитка папила језика и општег смањења продукције пљувачке. Људи такође могу имати дисторзију укуса (дисгеузија). Немају сви сисари исте модалитете укуса: неки глодари могу да детектују укус скроба (што људи не могу), мачке не могу да осете слаткоћу, а неколико других месождера, укључујући хијене, делфине и морске лавове, изгубили су способност да осете до четири својих предачких пет модалитета укуса.

## Функција чула укуса
Укус има функцију сензорне анализе и хране – оцене безбедности и садржаја неких нутријената (yз сарадњу са олфакторним системом, назива се обично арома). 

## Грађа чула укуса
Већина рецептора чула укуса налази се на језику, али и на непцу, слузокожи ждрела, епиглотису и у желуцу, а код деце се налазе и на унутрашњим странама образа.
Горња површина језика је покривена малим испупчењима која зе зову папиле. Рецептори, њих око 9 000, смештени су у групице од по 2 до 20, чинећи такозване густативне квржице или папиле. Оне придржавају храну да би се окретала у устима за време жвакања. Папиле могу бити:
- опшанчене - оне се налазе при дну језика, у облику латиничног слова V.
- лиснате - оне се налазе на бочним рубовима језика.
- кончасте - највише на предњем делу језика.
- печуркасте - највише на предњем делу језика.

Папиле се састоје од густативних, или чулних ћелија. Унутар папила налазе се гроздови, а у грозду се налазе ситни рецептори, а ти гроздови су ситно распоређени око папиле. Папила има такав облик да је растресита и има структуру сунђера, зато је потребно притиснути папилу, да би се материја, пре свега течност, упила.
Између папила налази се око 9.000 квржица чула укуса. Свака од њих има око 30 микроскопских ћелија за укус на којима се налази мноштво длачица.
Када растворене материје из хране дођу у контакт са рецепторима, ћелије производе нервне сигнале које одлазе до мозга. Раније се сматрало да су различити делови језика одговорни за осећање различитих укуса, међутим, данас се зна да то није тако. На читавом језику налазе се квржице у којима су чулне ћелије специјализоване за одређену врсту укуса.

Рецептори укуса у устима осећају пет модалитета укуса: слаткоћу, киселост, сланост, горчину и умами (познате и као пикантни умами). Научни експерименти су показали да ових пет укуса постоји и да се међусобно разликују. Укусни луковице могу разликовати различите укусе откривањем интеракције са различитим молекулима или јонима. Слатки, слани и горки укус се изазива везивањем молекула за рецепторе класе Г протеин спрегнутих рецептора на ћелијским мембранама луковица укуса. Сланост и киселост се опажају када јони алкалног метала или водоника уђу у укусне пупољке.
Ниједна врста папила није специјализована за одређени укус, али одређене врсте папила могу бити посебно осетљиве на неки укус.
- Опшанчене папиле се налазе у корену језика, и оне су најосетљивије на горко. Када се узме нека горка материја, лек, кореном језика се најбоље осећа горчина.
- Лиснате папиле су највише осетљиве на кисело. Оне се налазе са стране језика. Када се узме нешто кисело, попут лимуна, јако се осети, понекад изазивајући иритацију ових делова језика.
- Кончасте папиле се налазе негде на средини језика и најосетљивије су на слано.
- Печуркасте папиле се налазе на врху језика и оне су осетљиве на слатко. Сладолед се најбоље осећа врхом језика.
- Епиглотис има најбоље развијени сензитивитет за воду, то јест укус воде.

Ове групе папила, се групишу у различите излазе из језика, то јест иду различитим нервима. Не постоји један сензорни неурон за чуло укуса него постоји чак три (понекад и четири).

## Преношење информација
Постоје четири врсте рецептора и четири основна квалитета. Прва мисао која се намеће је да се ово може тумачити Милеровим законом специфичне енергије нерава, међутим то ипак није тако једноставно. Постоје одређене шеме по којима се може видети да одређени рецептори заиста имају огромну активност код неких густација, међутим распоред врста папила се не поклапа са распоредом осетљивости. Вероватно, морфолошки исте папиле могу проводити информације различитих квалитета.
Пфафман врши електрофизиолошка снимања ангажовања нервних влакана из појединих папила, и показује да свака врста папила може бити ангажована у преношењу информација сваког од четири основна квалитета. Добијени налази на животињама су добијени у снимањима реаговања влакана на нивоу chorda tympani, на стимулацији језика у сва четири основна квалитета.
Пфафман још говори дакле о слабој специјализацији папила што је противно Милеровом закону. Гроздови су ипак делимично специјализовани јер на запису један грозд може реаговати на више различитих квалитета укуса. Међутим, сваки од рецептора су високо специјализовани, сваки од рецептора зна само језик свог укуса. Рецептор за слатко само на слатко, за слано само на слано...
Хеморецептори су споро активирајући, термосензитивни. Загревањем материје се реакције ових рецептора убрзавају. Често када је храна топлија, боље се осећа укус. Изгледа да исти нервни пут може бити коришћен за преношење квалитативно различитих информација. Пфафман претпоставља да је ово могуће на основу различитог неуролошког кодовања порука различитих квалитета сензације, дакле помоћу специфичног сложаја. Кимура у својим истраживањима потврђује да свака појединачна густативна ћелија реагује и на со, и на шећер, и на кинин, и на киселину, мада не и у једнаком степену. Треба још рећи да густативне ћелије живе само неколико дана, па се замењују новим које се развијају из епитела.
Човек има око 9 000 рецептора за укус, змија има 0 рецептора, свиња 15 000 рецептора, а сом има 100 000 рецептора.

### Мождани путеви
- X кранијални нерв вагус - који инервише и једну компоненту рада срца, задужен је за информације које долазе из корена језика, и епиглотиса. Повезан је са заштитом, то јест са рефлексом повраћања.
- IX кранијални нерв глософарингеус - задужен за информације из задњег дела језика и делимично је везан за заштиту, а делимично и за варење (пљувачка, инсулин). Информације за горко и делимично кисело. Из њега иду информације у желудац, а даље преко желуца у хипоталамус, горе у мозак, који онда креће да командује одређеним хормонима да се луче и тако се припрема организам за долазак хране.
- VII кранијални нерв фацијалис - највећи део језика, то јест информације из највећег дела језика иду преко овог нерва, његове компоненте која се зове бубна врпца. Он преноси информације о слатком и сланом, и нешто мање о киселом.
- V Тригеминус

Ови нерви одводе информације до нуклеуса солитаријуса, тај нуклеус се протеже између продужене мождине и понса. Други део влакана иде у једро у таламусу, заједно са сензацијама механорецептора са лица и најзад се они сви заједно пројектују у соматосензорне зоне кортекса у онај део који је задужен за језик.

## Биологија
Чуло укуса је једно од старијих чула. Оно представља један од основних биолошких канала сазнања. Код Грка оно је било једно од пет чула. Ово чуло је од савременика третирано као секундарно, осим можда када су у питању гастрономи. Значај појединих врста информација се мења у зависности од културе, али и од развоја индивидуе. Густативне информације су ипак битне, на пример новорођенче у великој мери комуницира са својом околином преко уста, ту доживљава и први социјални контакт приликом дојења. Неке ствари су и фундаменталне за упознавање, јер дете када жели да упозна неки предмет оно га стави у уста. Дечја психологија, показује да развој осетљивости има два доминантна правца:
- цефалокаудални - тачка где почиње развој је глава, баш уста детета. Усне и околина су иначе најосетљивији део коже.
- проксимодистални.

## Тон укуса
Основна карактеристика за чуло укуса (и мириса) је хедонички тон. Ово чуло је уско везано за доживљај пријатности и непријатности. Обично су пријатни слатки, а непријатни горки укуси. Ово има повезаност и са базичним функцијама које ове пријатности и непријатности обављају у животу:
- слатко и пријатно је обично оно што је здраво као на пример зрело воће, код беба мајчино млеко је здраво и слатко.
- горки и непријатни укуси су углавном покварена храна, незрело воће...

Међутим ова груба подела на пријатне и непријатне укусе није тако једноставна, са слатким и горким, на пример укус кафе или пива, свакако не спада у зону слатког. Они су пријатни посредно јер делују као условне дражи за једну безусловну реакцију, а то је рецимо повећана будност услед узимања кафе, или алкохолисаност која изазива пријатност.

## Драж
Адекватне дражи густативне осетљивости су материје растворљиве у води (пљувачки). Те материје претходно могу бити у сва три агрегатна стања, али се морају растворити у води да би се могле доживети као осетљивости овог чула. За доживљај неке густативне материје је нужан притисак (језик-непце). Ако се на пример, умочи језик у неку укусну материју, без притиска о зидове суда неће се осетити њен укус, дакле мора постојати притисак на чулне папиле да би се осетио укус.
Као неадекватне дражи помињу се механичке и електричне стимулације. Алесандро Волта помиње електричну драж као неадекватну, и дефинише је као неки киселкаст укус. Неколико истраживача описује могућност адекватног механичког дражења али то није поуздано (Хенинг, Вагнер, Вунт).

## Интензитет
Мерења прагова осетљивости показују да је та психофизичка вредност подложна дејству знатно већег броја чинилаца него у другим чулима. Једна густативна материја даје широк дијапазон индивидуалног реаговања, код неке друге материје разлике у праговима су сасвим незнатне.  Како меримо интензитет чула укуса? Преко разних субјективних јединица. Неки истраживачи су направили јединице које су назвали густације.
Зоран Бујас је показао да се различити квалитети укуса неједнако локализују, то јест да прецизност места дражења зависи од врсте, то јест квалитета укуса. Он налази да:
- Кисело и слано се боље локализују од горког и слатког.
- да је и време реакције (РТ) исто тако краће код дражења сланим и киселим него код дражења горким и слатким.

Доњи праг је различит код различитих материја, и на то утичу разни фактори.  Пушење утиче на доњи праг густативне осетљивости. Код пушача је доњи праг много већи него код непушача. Зачињеност хране, на пример конзумирање превише љуте хране повећава доњи праг. Љуто заправо није укус, већ је то повреда, иритација ткива, и слободни нервни завршеци реагују на ту повреду ткива и то је осет љутог.
Код чула укуса постоје два контраста:
- Сукцесивни контраст - ако на језик делује нека киселина неко време, а потом на исто место се стави дестилована вода, субјект ће је доживљавати као слатку.
- Симултани контраст - када се на један део језика стави киселина, па се то осети као кисело, па се на супротан део језика стави вода па се она осети као слатка.

## Адаптација
Адаптација је различита код појединих врста укуса. Она се испољава преко пораста доњег прага. Ако се континуирано делује неким стимулусом он ће престати да се осећа. На пример достигнут је доњи праг за шећер, па после неког времена се слатко више не осећа. Да нема адаптације, доњи праг би увек био ту и увек би се осећало слатко. После 10 секунди мора да се дода још 5% шећера да би се осетило нешто слатко, после 20 секунди још 10%, после 30 секунди још 15%, да би та материја достигла доњи праг. У зависности од модалитета се после стабилизује праг на неких 5%. На пример адаптација на једну киселину мења прагове за све остале киселине. Кизов утврђује да време латенце за основне материје није једнако: За шећер 0,45s, за со 0,32s, за хлороводоничну киселину 0,54s, за кинин 1,08s. Адаптација на поједине укусе је веома изразита, за слатко је изгледа најинтензивнија.

## Класификације

### Хенингова класификација
Ханс Хенинг је поделио укусе на четири категорије:
- Слатко - већина су угљени хидрати (сахароза), мада не мора бити тако (као на пример у случају соли олова, или белиријума).
- Слано - то су углавном соли (NaCl - N). Материје које у раствору дају катјоне и анјоне, при чему катјони дају значајнији ефекат.
- Кисело - кисео укус изазивају киселине(HCl- H), материје које у раствору дају катјон водоника. Ту је ситуација најчистија, повећањем катјона водоника повећава се и укус киселости.
- Горко - горке густативне супстанце изазивају разне материје (кинин). Оне представљају загонетку.

Све је још сложеније када се узме у обзир да на пример неке материје у мањим количинама дају један, а у већим количинама сасвим други укус. Неки субјекти исто доживљавају једну материју као један изразити квалитет док други не баш, или је не доживљавају уопште, или чак је региструју као неки други квалитет.
Ханс Хенинг је начинио прву класификацију укуса. То су већ поменута четири укуса који својим комбиновањем могу дати сваки укус. Релативно скоро је откривен укус умами. Он се често среће у азијској кухињи.

### Бекешијева класификација
Фон Бекеши је понудио други модел. То су два троугла чија темена означавају, поред четири основна квалитета укуса, на најудаљенијим тачкама и хладно и топло. Бекеши је до овог модела дошао експериментално, варирајући дражи у четири основна квалитета, уз хлађење и загревање, али тако што је истовремено примењивао по две дражи на два супротна места језика. Неке дражи стварале су индивидуалне сензације, субјект је доживљавао два независна осета. Друге стимулисане сензације су се стапале у исту сензацију, која се локализовала на половини између стварно дражених тачака.
То је дало повода Фон Бекешију да одвоји у свом моделу две групе квалитета:
- слано, кисело, и хладно
- горко, слатко, и топло

## Пет укуса
Чуло укуса може да разликује најмање пет различитих сензација: слано, слатко, кисело, горко и умами. Слан укус повезан је са неким солима, при мањим концентрацијама је пријатан, док је у већим (које би нарушиле равнотежу електролита) непријатан. Слатки укус повезан је првенствено са шећерима одн. храном богатом енергијом и пријатан је при свим концентрацијама. Умами, који потиче од неких аминокиселина, пептида и нуклеотида, указује на храну богату протеинима и такође је пријатан при свим концентрацијама. Кисели укус повезује се са киселинама и пријатност зависи од позадине (будући да може указивати на поквареност или незрелост). Горки укус има улогу у детекцији токсина и антинутријената и непријатан је већ при ниским концентрацијама. 
Поред ових основних сензација, укусу доприносе и љутина (потиче од активирања рецептора за топло), астрингентност одн. опорост (потиче од реакције фенолних једињења са пролином богатим протеинима пљувачке), хладећи ефекат (потиче од активирања рецептора за хладно) и можда рецептори за масно и калцијум.